# Таращан Аркадій Миколайович
Арка́дій Микола́йович Тараща́н (нар. 2 вересня 1936) — український науковець в галузі геофізики мінералів. Доктор геолого-мінералогічних наук.

## Життєпис
Народився в селі Троїцькому Вознесенського району Миколаївської області. Українець. У 1959 році закінчив Одеський університет. Член КПРС з 1977 року. З 1969 року — науковий співробітник, старший науковий співробітник відділу Оптичної спектроскопії і люмінесценції мінералів Інституту геохімії і фізики мінералів АН УРСР (нині — Інститут геохімії, мінералогії та рудоутворення імені М. П. Семененка НАН України).

## Нагороди і почесні звання
Лауреат Державної премії України в галузі науки і техніки за цикл робіт з теоретичної і регіональної мінералогії (1983).
Почесний член Українського мінералогічного товариства (з 2011 року).